# Kom (hegycsúcs)
A Kom (bolgárul: връх Ком, esetleg Голям Ком, azaz Nagy-Kom) egy hegycsúcs a Balkán-hegységben Nyugat-Bulgáriában, nem messze a szerb határtól.

## Jellemzői
A Kom csúcs 2016 méter magas, Berkovica városától délre fekszik, amelynek az egyik szimbóluma. A Kom, valamint a tőle keletre fekvő Sreden Kom (Közép-Kom) és a Malak Kom (Kis-Kom) alsó csúcsai nyugat-keleti irányú gerincet képeznek egy meredek, sziklás északi lejtővel és egy lankás, füves délivel. Északra nézve látható Berkovitsa városa és a környező mezők, valamint Montana és a tőle 30 km-re fekvő Ogosta-víztározó.  
A csúcs ihlette meg Ivan Vazov bolgár nemzeti költőt az On Kom című vers megírásához. Megtiszteltetésként a csúcson felállított emlékműre felvésték az arcképét, és a versből idézeteket tartalmazó emléktábla került felszerelésre. A Kom jelzi az E3 európai túraút bolgár szakaszának, más néven a Kom–Emine útnak a Balkán-hegység főgerince felé a kiindulási pontját, valamint az azonos nevű raliversenyét. Számos hegymászási útvonal vezet a csúcshoz, például a Kom-menedékházból (2 órás emelkedés), a Petrohan-hágótól (3 óra 30 perc alatt éri el a csúcsot), valamint Komstica és Gintsi falvakból (3 órás út).
A Nišava folyónak a forrása, amely a Déli-Morava egyik fő mellékfolyója, a hegy keleti oldalán tör a felszínre, csakúgy, mint a Visočica forrása. A Zavoj mellett a Kom a Nyugat-Balkán legmagasabb és legismertebb csúcsa.  A csúcs a Bulgária 100 turisztikai célpontja program része, akárcsak a közeli Berkovica Néprajzi Múzeum. A hegyen számos sípálya található, így télen is népszerű célpont.

## Érdekességek
- Egy bolgár ásványvíz felvette márkanévként a Kom nevet.
- Az antarktiszi Kom-gleccser a Fallières-parton a hegyről lett elnevezve.[2]

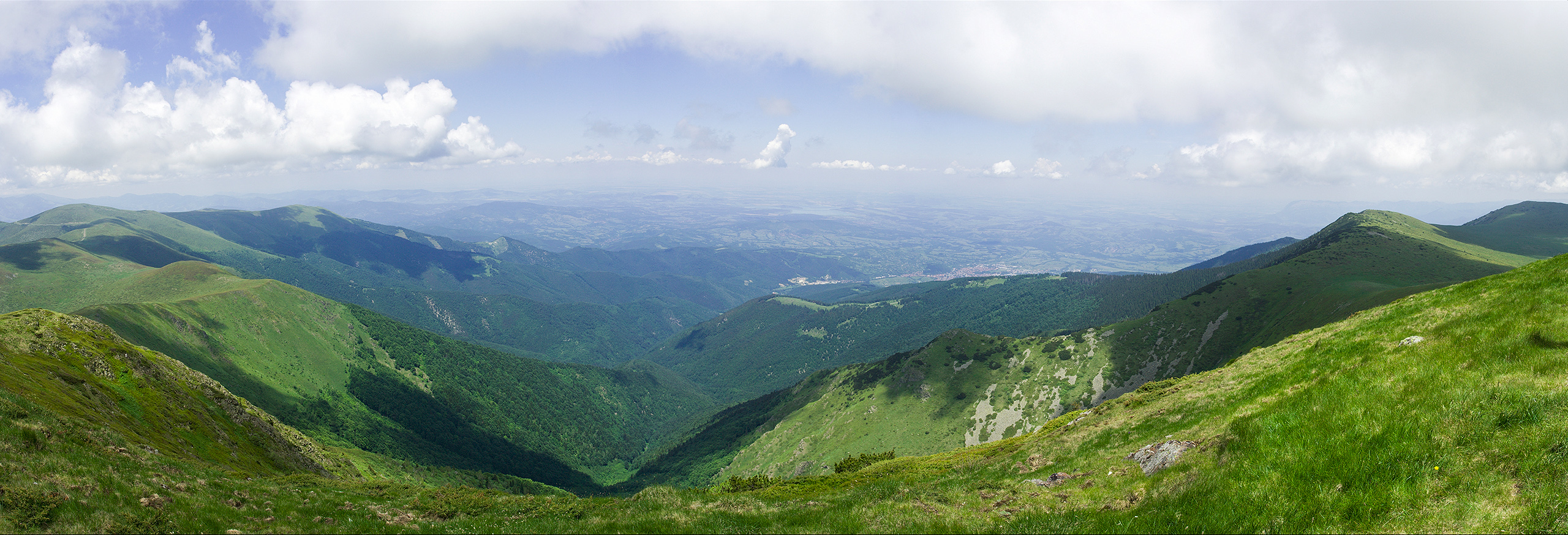
Kilátás a csúcsról déli irányban
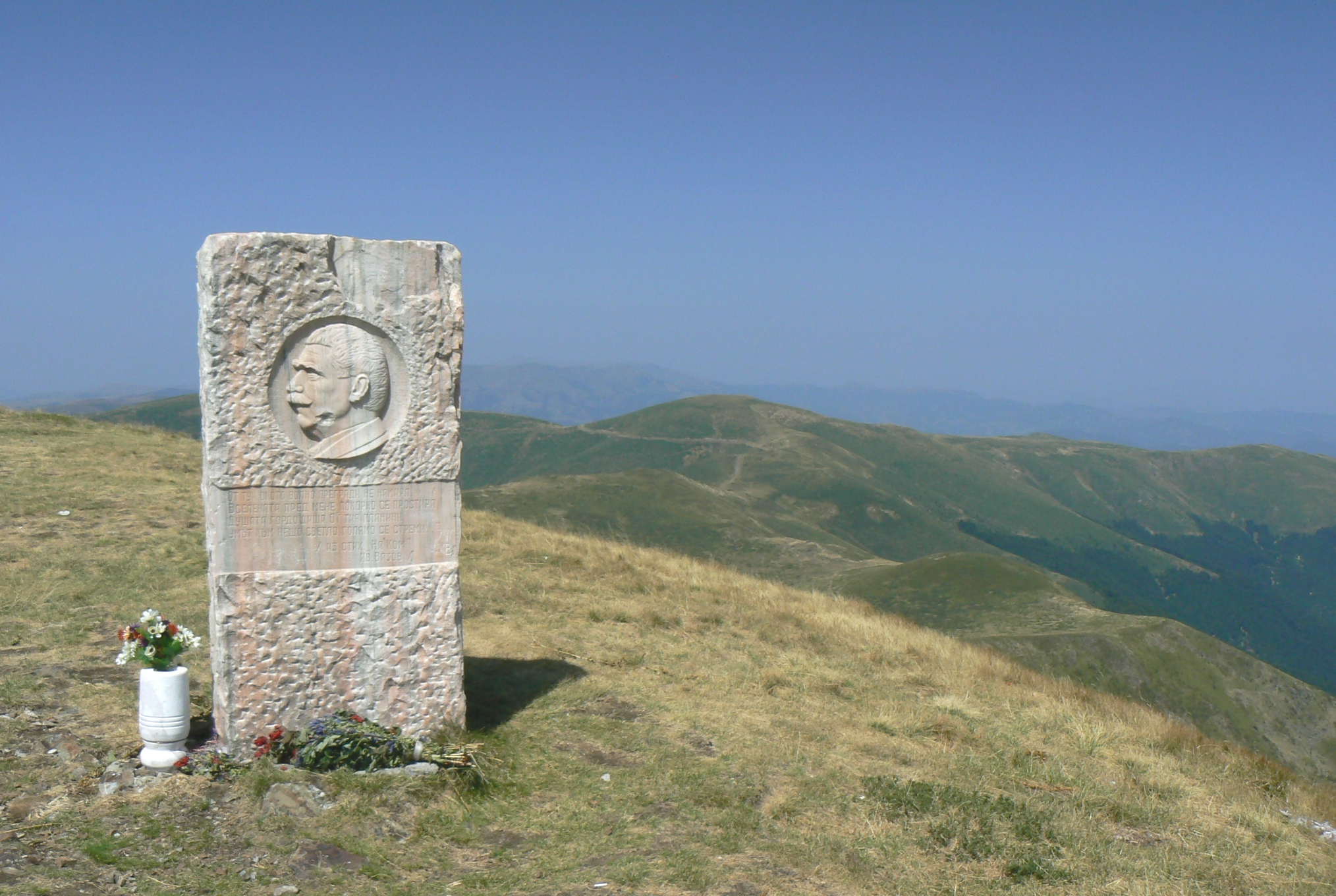
Ivan Vazov költő emlékműve a csúcson
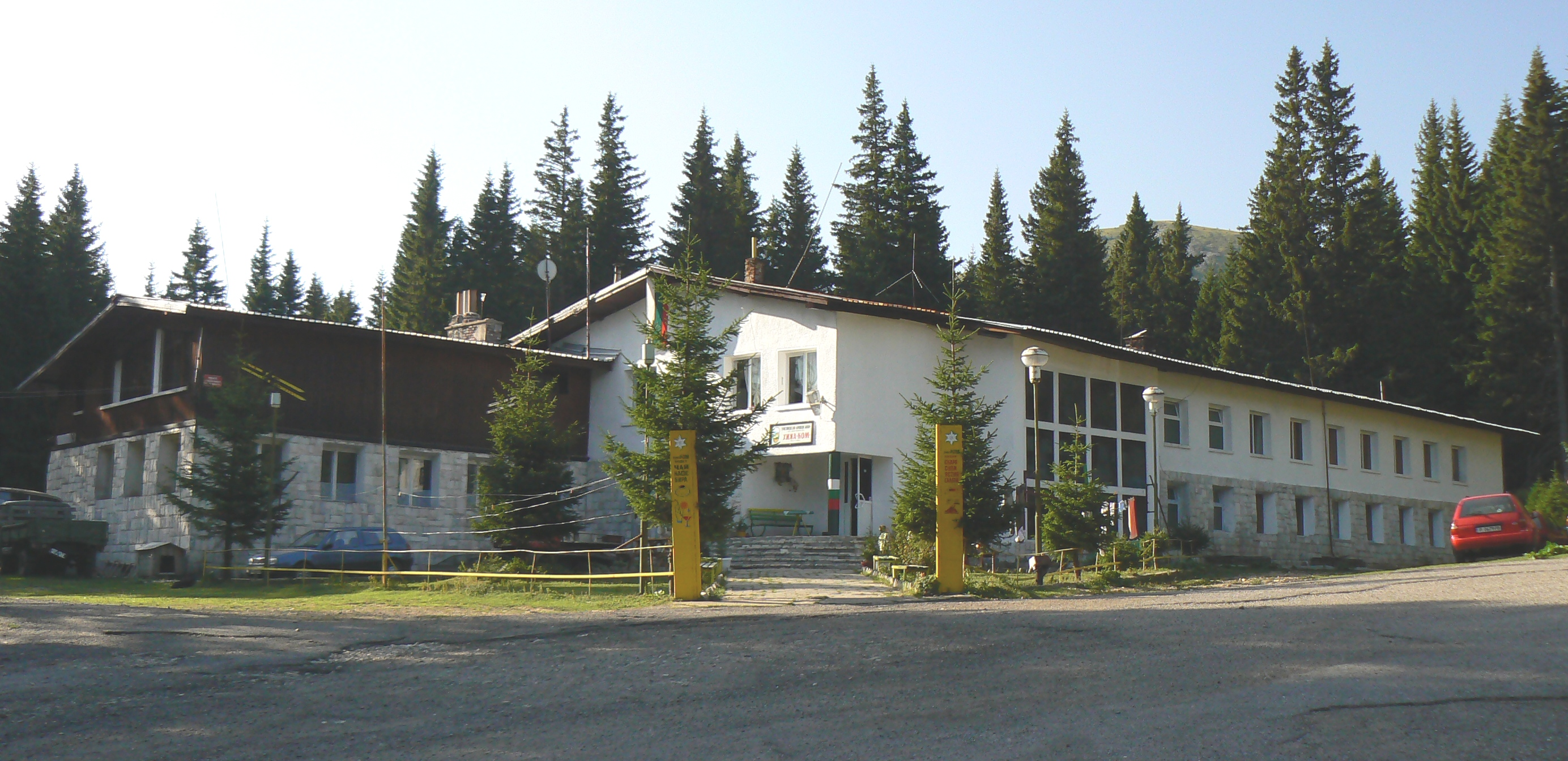
Az új menedékház

## Fordítás
- Ez a szócikk részben vagy egészben  a   Kom Peak című angol Wikipédia-szócikk ezen változatának fordításán alapul.  Az eredeti cikk szerkesztőit annak laptörténete sorolja fel. Ez a jelzés csupán a megfogalmazás eredetét és a szerzői jogokat jelzi, nem szolgál a cikkben szereplő információk forrásmegjelöléseként.